# Stormossen Finndalens naturreservat
Stormossen Finndalens naturreservat är ett naturreservat i Filipstads kommun i Värmlands län.
203
Området är naturskyddat sedan 2023 och är 487 hektar stort. Reservatet ligger sydväst om Filipstad och består av en flack mosse med gölar och myrsjöar omgivna av en kantskog